# Truganina
Truganina is een voorstad van Melbourne in de Australische deelstaat Victoria. Bij de telling van 2016 had Truganina 20.687 inwoners.